# Bloosblasters
Bloosblasters är ett skånskt band med rötterna i Landskrona. Bandet har turnerat med den amerikanske blueslegenden Sam Myers, men också varit kompband till bland andra Peps Persson, Mats Ronander, Jan Johansen, Mikael Rickfors och bluesgitarristen Michael Dotson. Tidigare hette bandet Pelle Lindberg & Bluesblasters.
Deras största hit är I vår familj, som har spelats på Sveriges Radio P4 Malmö.
Den 25/8 2010 gav Bloosblasters ut cd:n Fnitter & skratt på skivbolaget Gazell Records, i ett samarbete med Peps Persson. Peps spelar orgel på ett par spår, och har därtill mixat hela skivan. Det var dessutom Peps som tipsade Gazell Records om Bloosblasters, så att ett skivkontrakt kunde undertecknas. Allt blås på cd:n (som spelas av Janne Erlandsson, Jonas Palm och Nicklas Fredin) är inspelat i Peps egen studio (läs: uthus). 

## Medlemmar[1]
- Dennis Westerberg - sång, munspel, gitarr
- Lena Bergkvist - körsång, elbas
- Lars "Lazlo" Kristoffersson - körsång, trummor
- Patrick Ohlson Ölander - körsång, gitarr
- Johan Pihleke - körsång, klaviatur

## Diskografi
- 1998 – Go' Afton Blues
- 2002 – Måndag Igen!
- 2006 – Sidd ente ena
- 2010 – Fnitter & skratt